# Tetraria australiensis
Tetraria australiensis är en halvgräsart som beskrevs av Charles Baron Clarke. Tetraria australiensis ingår i släktet Tetraria och familjen halvgräs. Inga underarter finns listade i Catalogue of Life.